# Мосеева Гора
Мосеева Гора — деревня в Ленском районе Архангельской области. Входит в состав Сойгинского сельского поселения.

## География
Находится в юго-восточной части Архангельской области на расстоянии приблизительно 79 км на юго-запад по прямой от административного центра района села Яренск на правобережье Вычегды.

## История
Была отмечена еще в 1710 году как поселение с 2 дворами. В 1859 году здесь (деревня Сольвычегодского уезда Вологодской губернии) был учтен 21 двор.

## Население
Численность населения: 150 человек (1859 год), 0 как в 2002 году, так и в 2010.